# Stazione di Utrecht Terwijde
Utrecht Terwijde, è una stazione ferroviaria passante di superficie sulla linea ferroviaria Utrecht-Rotterdam nella città di Utrecht, Paesi Bassi.